# Deutsch Lehren Lernen
Deutsch Lehren Lernen (DLL) ist ein Weiterbildungsprogramm für Lehrkräfte des Deutschen als Fremdsprache, das vom Goethe-Institut in München sowie von seinen regionalen Instituten weltweit angeboten wird. Es wird gemäß seiner Zielsetzung primär in der Fortbildung eingesetzt, aber z. B. auch von Universitäten für die Ausbildung von Lehrkräften für Deutsch als Fremdsprache (DaF) genutzt.

## Geschichte
DLL wurde 2010 durch eine Expertise im Auftrag des Goethe-Instituts initiiert, die Fortbildungsangebote der letzten 20 Jahre einer kritischen Prüfung zu unterziehen und dabei dem Stand der fachdidaktischen Forschung, der Professionsforschung und dem Potential der digitalen Wende Rechnung zu tragen. Eine Expertengruppe bestehend aus Vertretern des Goethe-Instituts und der Universitäten Bochum, Darmstadt, Gießen und Jena erhielt den Auftrag, ein Weiterbildungscurriculum auf der Basis der Expertise vorzulegen und die Entwicklung wie die Produktion entsprechender Materialien zu begleiten. Im Herbst 2012 begann die weltweite Pilotierung der ersten Einheiten. 2014 lagen sechs thematische Einheiten vor, die das Basispakets des Programms ausmachen: Die ersten beiden Einheiten thematisieren die Hauptakteure des Unterrichts, die Lehrenden (1) und die Lernenden (2), Einheit 3 fokussiert die deutsche Sprache als Medium und Ziel des Unterrichts. Die Interaktion als Bedingung sprachlichen Handelns (4), Materialien und Medien (5) sowie curriculare Vorgaben und Unterrichtsplanung (6) komplettieren das Basisprogramm. Seit 2021 umfasst DLL 13 thematische Einheiten.

## Ansatz und Struktur
DLL rückt die Lehrenden, ihre Vorstellungen über Unterricht, ins Zentrum der Arbeit. Es gilt, einen konsequenten Unterrichtbezug herzustellen, der es Lehrkräften unterschiedlicher Kontexte ermöglicht, ihre Perspektive auf das Lehren und Lernen zu artikulieren. Unterstützt wird der Unterrichtsbezug durch eine breite Palette von kurzen Unterrichtsdokumentationen (Video), die zum Dialog über den fremden und den eigenen Unterricht einladen. Dazu dienen auch entsprechende Aufgabenstellungen. Die Lernarrangements zielen ferner auf die Unterstützung dialogischen und kooperativen Lernens durch den Einsatz von Partner- und Kleingruppenarbeit, ebenfalls gestützt durch entsprechende Aufgaben. Zentrales Fortbildungsinstrument sind Praxiserkundungsprojekte (PEP). Sie wurden in Anlehnung an das Konzept der Aktionsforschung entwickelt und sollen reflektiertes Erfahrungslernen fördern: Ziel ist, Teilnehmende nicht nur zu motivieren, eine forschende Perspektive auf den eigenen und dokumentierten Unterricht einzunehmen, sondern auch zu ermutigen, Neues zu erproben (siehe auch forschendes Lernen). Die personen- und erfahrungsbezogene Fokussierung auf Unterricht erfolgt in DLL immer auch unter Bezugnahme auf und Berücksichtigung von didaktischen Theorien und fachdidaktischer Forschung. Klassische Themen wie die Rolle der Fertigkeiten oder die Grammatik sind in die jeweiligen Einheiten integriert. Der Ansatz ist einem handlungsorientierten und kommunikativen Fremdsprachenunterricht verpflichtet.
Erbrachte Leistungen bei der Bearbeitung der DLL-Einheiten können mit Kreditpunkten nach dem Modell des europäischen ECTS-Systems bewertet werden. Damit sind Bedingungen für eine Zertifizierung durch akkreditierte Institutionen gegeben. DLL Kurse werden in der Regel als Online-Kurse, teils auch im Blended-Learning Format oder als Präsenz-Fortbildungen angeboten.

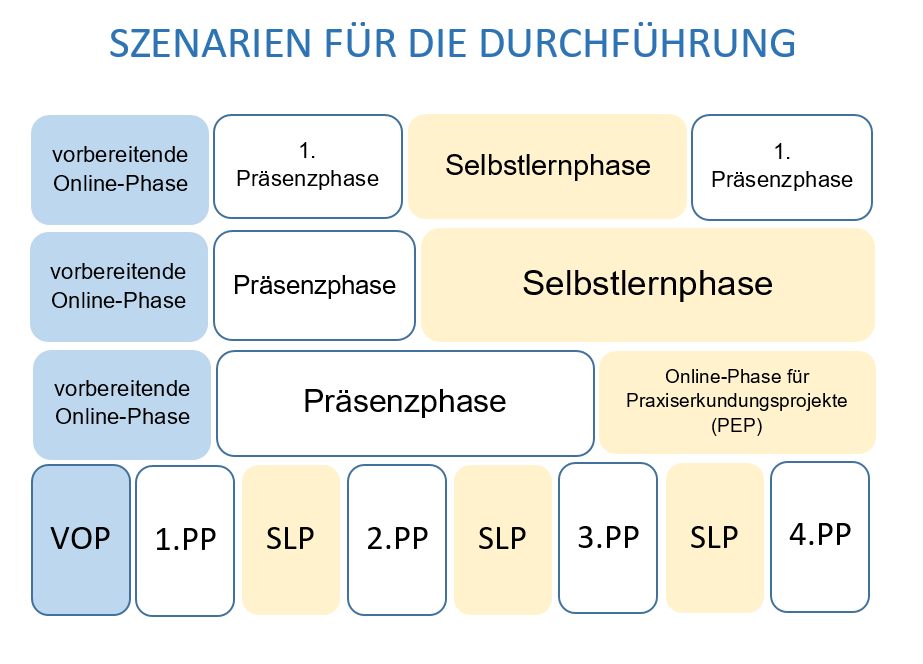
Szenarien für die Durchführung

## Nutzung

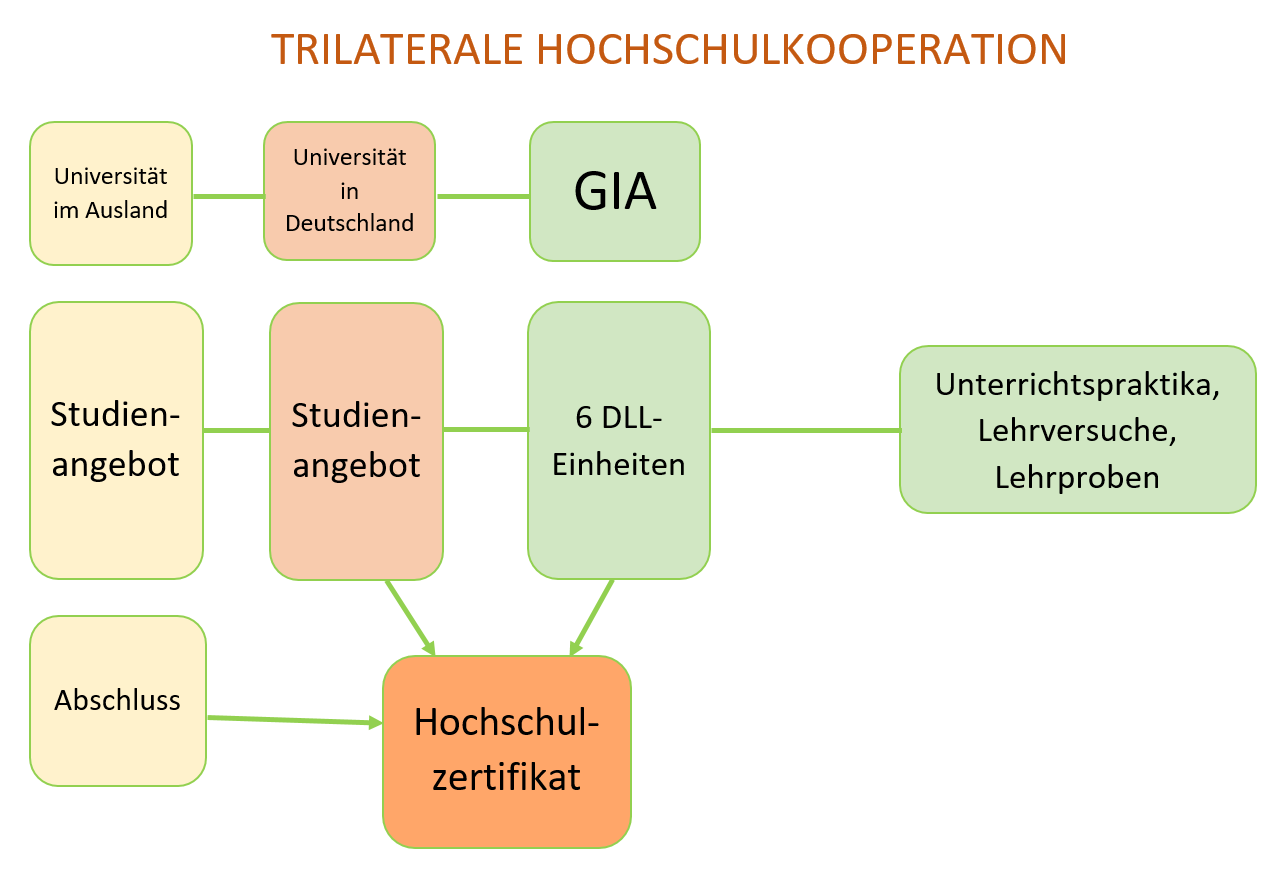
Trilaterale Hochschulkooperation

DLL kommt in unterschiedlichen Aus-, Fort- und Weiterbildungskontexten weltweit Anwendung. Es wird von den Goethe-Instituten selbst als Programm für die Qualifizierung angeboten, aber auch von zahlreichen Universitäten bei der Ausbildung angehender DaF-Lehrer genutzt. Einen ersten Schwerpunkt des Einsatzes von DLL bildet die interne Schulung der Lehrkräfte im Goethe-Institut selbst („Grünes Diplom“) sowie die Bildungskooperationen mit dem Schulwesen in den einzelnen Ländern, in denen das Goethe-Institut tätig ist. In diesem Kontext wurden bislang mehr als 3000 DLL-Kurse angeboten (Stand Ende Februar 2020). An dem Online-Fortbildungsangebot des Goethe-Instituts auf der Grundlage der DLL-Reihe nahmen inzwischen fast 6000 Lehrende teil, von denen etwa 3500 alle sechs DLL-Basiseinheiten durcharbeiteten (Stand Ende August 2019). Weltweit sind über 600 Trainer in diese Qualifizierungsangebote involviert (Stand Februar 2020).
Ein zweiter Schwerpunkt für den Einsatz der DLL-Reihe ergibt sich aus Kooperationsabkommen mit Universitäten. Es wird sowohl in Bachelor-Studiengänge als auch in Master- und Weiterbildenden Studiengänge integriert. Mit 104 Universitäten weltweit hat das Goethe-Institut bisher entsprechende Vereinbarungen getroffen.
DLL-Hochschulkooperationen (Stand: 13. September 2022):
| Nr  | Land                | Stadt                         | Universität                                                                    |
| --- | ------------------- | ----------------------------- | ------------------------------------------------------------------------------ |
| 1   | Deutschland         | Jena                          | Friedrich-Schiller-Universität (FSU)                                           |
| 2   | Argentinien         | Buenos Aires                  | Universidad Nacional de Misiones (UNaM)                                        |
| 3   | Bolivien            | Sucre                         | Universität Sucre                                                              |
| 4   | Bosnien-Herzegowina | Tuzla                         | Univerzitet u Tuzli                                                            |
| 5   | Bosnien-Herzegowina | Mostar                        | Sveuciliste Mostar                                                             |
| 6   | Bosnien-Herzegowina | Banja Luca                    | Universität Naja Luka                                                          |
| 7   | Brasilien           | Salvador da Bahia             | Universidade Federal da Bahia                                                  |
| 8   | Brasilien           | São Paulo                     | Universidade Estadual Paulista                                                 |
| 9   | Brasilien           | Rio de Janeiro                | Universität Rio de Janeiro                                                     |
| 10  | Brasilien           | Marechal Cândido Rondon       | Bundesstaatliche Universität des Westens Paranás                               |
| 11  | Bulgarien           | Stara Zagora                  | Thrakische Universität                                                         |
| 12  | Bulgarien           | Sofia                         | Neue Bulgarische Universität                                                   |
| 13  | Chile               | Santiago de Chile             | Pädagogische Universität UMCE                                                  |
| 14  | China               | Peking                        | Beijing International Studies University (BISU)                                |
| 15  | China               | Chongqing                     | Fremdsprachenuniversität Sichuan (SISU)                                        |
| 16  | China               | Guangzhou                     | Guangdong University of Foreign Studies                                        |
| 17  | China               | Xi‘an                         | Fremdsprachenuniversität Xi’an (XISU)                                          |
| 18  | Dänemark            | Haderslev/Hadersleben         | University College Syddanmark (UC Syd)                                         |
| 19  | Georgien            | Tbilisi                       | Staatlichen Ilia-Universität                                                   |
| 20  | Irland              | Maynooth                      | Maynooth University                                                            |
| 21  | Italien             | Mailand                       | Universität Mailand                                                            |
| 22  | Kolumbien           | Bogotá                        | Nationale Universität Kolumbien (UNAL)                                         |
| 23  | Südkorea            | Seoul                         | Hankuk University of Foreign Studies (HUFS)                                    |
| 24  | Kosovo              | Pristina                      | Universität Hasan Prishtina                                                    |
| 25  | Nordmazedonien      | Skopje                        | Universität Sv. Kiril i Metodij                                                |
| 26  | Rumänien            | Bukarest                      | Universität Bukarest                                                           |
| 27  | Rumänien            | Konstanza                     | Ovidius Universität Konstanza                                                  |
| 28  | Rumänien            | Klausenburg                   | Babes Bolyai-Universität Klausenburg                                           |
| 29  | Russland            | Abakan / Republik Chakassien  | Staatliche Universität der Republik Chakassien                                 |
| 30  | Russland            | Archangelsk                   | Nördliche (Arktische) Föderale Universität                                     |
| 31  | Russland            | Kasan                         | Föderale Universität Kasan                                                     |
| 32  | Russland            | Novosibirsk                   | Staatliche Universität Nowosibirsk                                             |
| 33  | Russland            | Omsk                          | Pädagogische Universität Omsk                                                  |
| 34  | Russland            | Ischewsk / Republik Udmurtien | Staatliche Universität der Republik Udmurtien                                  |
| 35  | Russland            | Jekaterinburg                 | Urale staatliche pädagogische Universität                                      |
| 36  | Russland            | Krasnojarsk                   | Staatliche Pädagogische Universität Krasnojarsk                                |
| 37  | Russland            | Orjol                         | Staatliche Turgenew-Universität                                                |
| 38  | Russland            | Moskau                        | Moskauer Staatliche Lomonossow-Universität                                     |
| 39  | Russland            | Nischni Nowgorod              | Staatliche pädagogische Kosma Minin-Universität                                |
| 40  | Russland            | Orenburg                      | Staatliche Pädagogische Universität Orenburg                                   |
| 41  | Russland            | Pjatigorsk                    | Staatliche Universität Pjatigorsk                                              |
| 42  | Russland            | Rostow am Don                 | Südliche Föderale Universität                                                  |
| 43  | Russland            | Sankt-Petersburg              | Staatliche Universität Sankt-Petersburg                                        |
| 44  | Russland            | Saransk / Republik Mordwinien | Staatliches pädagogisches Evsewjew-Institut                                    |
| 45  | Russland            | Saratow                       | Saratower nationale staatliche Universität                                     |
| 46  | Russland            | Smolensk                      | Staatliche Universität Smolensk                                                |
| 47  | Russland            | Tjumen                        | Staatliche Universität Tjumen                                                  |
| 48  | Russland            | Wolgograd                     | Staatliche Universität Wolgograd                                               |
| 49  | Russland            | Tambow                        | Staatliche Derzhavin-Universität Tambow                                        |
| 50  | Russland            | Schuja                        | Schujaer Filiale Staatliche Universität Iwanowo                                |
| 51  | Thailand            | Bangkok                       | Ramkhamhaeng-Universität                                                       |
| 52  | Tschechien          | Oppava                        | Schlesische Universität Oppava                                                 |
| 53  | Tschechien          | Usti nad Labem                | Univerzita Jana Evangelisty Purkyně (UJEP)                                     |
| 54  | UK, Wales           | Cardiff                       | Cardiff University                                                             |
| 55  | Ukraine             | Mariupol                      | Staatliche Universität Mariupol                                                |
| 56  | Ukraine             | Winnyzja                      | Staatliche Pädagogische Universität Winnyzja                                   |
| 57  | Ukraine             | Nischyn                       | Staatliche Mykola-Gogol-Universität                                            |
| 58  | Ukraine             | Riwne                         | Staatliche Geisteswissenschaftliche Universität Riwne                          |
| 59  | Ukraine             | Kiew                          | Nationale Taras-Schewtschenko-Universität Kiew                                 |
| 60  | Ukraine             | Kamjanez-Podilskyj            | Nationale Iwan-Ohienko-Universität Kamjanez-Podilskyj                          |
| 61  | Ukraine             | Saporischja                   | Nationale Universität Saporischja                                              |
| 62  | Ukraine             | Ternopil                      | Pädagogische Wolodymyr-Hnatjuk-Universität Ternopil                            |
| 63  | Ukraine             | Lwiw                          | Nationale Iwan-Franko-Universität Lwiw                                         |
| 64  | Ukraine             | Czernowitz                    | Nationale Jurij-Fedkowytsch-Universität Czernowitz                             |
| 65  | Ukraine             | Ismail                        | Staatliche Geisteswissenschaftliche Universität Ismail                         |
| 66  | Ukraine             | Kiew                          | Nationale Pädagogische Dragomanov Universität Kyjiw                            |
| 67  | Ukraine             | Kropywnzkyj                   | Zentralukrainische Staatliche Pädagogische Wolodymyr Wynnytschenko Universität |
| 68  | Ukraine             | Sumy                          | Staatliche Pädagogische Makarenko Universität Sumy                             |
| 69  | Ukraine             | Tscherkassy                   | Nationale Bohdan Chmelnyzkyj Universität Tscherkassy                           |
| 70  | Ukraine             | Charkiw                       | Nationale Pädagogische Skoworoda Universität Charkiw                           |
| 71  | Ungarn              | Szeged                        | Universität Szeged                                                             |
| 72  | Ungarn              | Budapest                      | Károli Gáspár Universität der Reformierten Kirche in Ungarn                    |
| 73  | USA                 | Tempe                         | Arizona State University                                                       |
| 74  | USA                 | Fulton                        | Aquinas College                                                                |
| 75  | USA                 | Clarksville                   | Austin Peay State University                                                   |
| 76  | USA                 | Mount Pleasant                | Central Michigan University                                                    |
| 77  | USA                 | Mount Vernon                  | Cornell College                                                                |
| 78  | USA                 | Ypsilanti                     | Eastern Michigan University                                                    |
| 79  | USA                 | Hanover                       | Hanover College                                                                |
| 80  | USA                 | Kalamazoo                     | Kalamazoo College                                                              |
| 81  | USA                 | Keene                         | Keene State College                                                            |
| 82  | USA                 | Kutztown                      | Kutztown University                                                            |
| 83  | USA                 | Milwaukee                     | Marquette University                                                           |
| 84  | USA                 | Middlebury                    | Middlebury College                                                             |
| 85  | USA                 | Bozeman                       | Montana State University                                                       |
| 86  | USA                 | Montclair                     | Montclair State University                                                     |
| 87  | USA                 | Portland                      | Portland State University                                                      |
| 88  | USA                 | West Lafayette                | Purdue University                                                              |
| 89  | USA                 | Georgetown                    | Southwestern University                                                        |
| 90  | USA                 | De Pere                       | St. Norbert College                                                            |
| 91  | USA                 | San Marcos                    | Texas State University                                                         |
| 92  | USA                 | Tucson                        | University of Arizona                                                          |
| 93  | USA                 | Chicago                       | University of Chicago                                                          |
| 94  | USA                 | Denver                        | University of Denver                                                           |
| 95  | USA                 | Boston, Amherst               | University of Massachusetts Boston und Amherst                                 |
| 96  | USA                 | Oxford                        | University of Mississippi                                                      |
| 97  | USA                 | Florence                      | University of North Alabama                                                    |
| 98  | USA                 | Denton                        | University of North Texas                                                      |
| 99  | USA                 | Kingston                      | University of Rhode Island                                                     |
| 100 | USA                 | Spartanburg                   | University of South Carolina Upstate                                           |
| 101 | USA                 | Knoxville                     | University of Tennessee                                                        |
| 102 | USA                 | Salt Lake City                | University of Utah                                                             |
| 103 | USA                 | Wheaton                       | Wheaton College                                                                |
| 104 | Vietnam             | Ho-Chi-Minh-Stadt             | Hochschule für Geistes- und Sozialwissenschaften der Nationaluniversität HCMC  |

## Forschung
Während die theoretischen Grundlagen der DLL-Reihe bereits in mehreren Publikationen dargestellt und das Programm in den Forschungen zur pädagogischen Professionalität verortet wurde, liegen bisher kaum empirische Erkenntnisse zum Einsatz von DLL in den unterschiedlichen Anwendungsszenarien vor. Es konnte jedoch gezeigt werden, dass es vor allem die Praxiserkundungsprojekte (PEP) sind, die von den Teilnehmenden an dem Programm als herausfordernd empfunden wurden. Erste Ergebnisse weisen darauf hin, dass die Teilnehmenden das Potenzial der gemeinschaftlichen Arbeit an den PEPs zu schätzen wissen, der Austausch zwischen ihnen sich jedoch zugleich als schwierig erweisen kann und der intensiven Unterstützung bedarf. Schwierigkeiten ergeben sich insbesondere bei der Wahl einer geeigneten Fragestellung für die Untersuchungen im eigenen Unterricht sowie ein angemessenes Vorgehen. Eine Analyse der PEP-Dokumentationen konnte beschreiben, dass das Programm unabhängig von den kulturellen Kontexten Reflexionsprozesse über den Unterricht und das Handeln von Lehrenden begünstigt. Es wurde aber zugleich auch deutlich, dass es den Teilnehmenden gerade am Beginn der Fortbildung schwerfällt, die eigene Rolle als Lehrkraft in den PEP-Dokumentationen zu thematisieren.